# 212. taktická letka

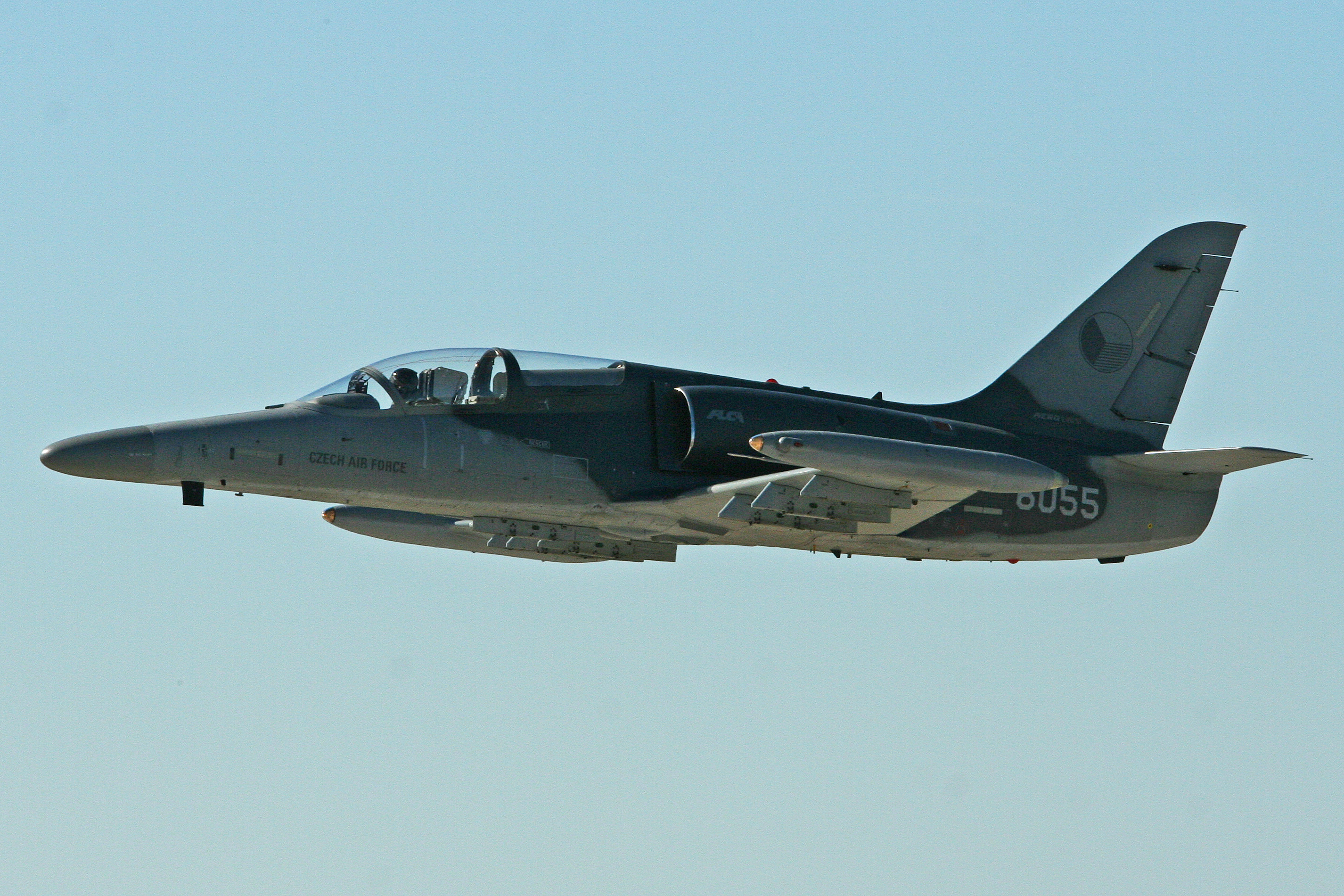
Aero L-159A s označením 6055 při dnu otevřených dveří na základně Náměšť nad Oslavou

212. taktická letka je součástí Vzdušných sil Armády České republiky v rámci 21. taktického křídla 21. základny taktického letectva. Ve výzbroji jednotky se nachází 16 jednomístných lehkých bojových (bitevních) letounů Aero L-159 Alca.  Letka vznikla 1. prosince 2003 přejmenováním 42. stíhací letky nesoucí čestný název „Genmjr. Františka Peřiny“ na památku pilota 312. československé stíhací perutě, který se v roce 2016 stal patronem i 212. taktické letky. Za oficiální datum založení letky je považován 1. leden 1995, kdy během reorganizace AČR vznikla 42. stíhací letka v rámci čáslavské 4. základny taktického letectva.

## Letecká technika
Jediným typem letounu ve výzbroji 212. taktické letky je lehký bojový letoun Aero L-159 ALCA, resp. jeho jednomístná varianta L-159A. První stroje tohoto typu obdržela tehdejší 42. stíhací letka koncem roku 2000. V roce 2003 bylo ve stavu letky všech 72 L-159A vyrobených pro AČR, ale provoz tohoto počtu letounů se ukázal jako nákladný a ministerstvo obrany dospělo k závěru, že letectvo bude využívat maximálně 20 jednomístných strojů. Nadpočetné letouny byly přestavěny na dvoumístné L-159T1 či dlouhodobě uskladněny.
V roce 2007 došlo k zavedení dvoumístných letounů L-159T1,  které 212. taktická letka provozovala spolu s jednomístnou variantou L-159A až do roku 2013, kdy byly předány nově vytvořené 213. výcvikové letce. V polovině roku 2015 se ve stavu 212. taktické letky nacházelo 19 letounů.
V červenci 2015 přeletěla trojice „alek“ 212. taktické letky na letiště společnosti Aero Vodochody v rámci prodeje 15 letounů L-159 do Iráku. Kromě 11 zakonzervovaných strojů byly předány 4 stroje z výzbroje českého letectva, z toho jeden dvoumístný L-159T1 a tři jednomístné L-159A.